# Tsuneo Imahori

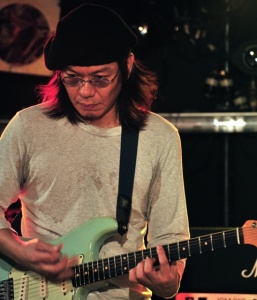
Tsuneo Imahori tocando su guitarra.

Tsuneo Imahori (今堀 恒雄 Imahori Tsuneo?,  1962) es un compositor y guitarrista japonés. 

## Vida y obra
Empezó a tocar la guitarra acústica a los 12 años, inspirado por el folclor británico como Bert Jansch, y luego por el trabajo de Frank Zappa y Andy Partridge. En 1986 formó la banda Tipographica, con el saxofonista Naruyoshi Kikuchi y el pianista de jazz Akira Minakami. Luego de cuatro álbumes, la banda se desintegró en 1996.
Luego de componer la banda sonora de Gungrave para PlayStation 2 en 2002, el concepto fue  llevado luego a series de animé, también protagonizadas por Imahori. En adición a las composiciones de anime, Imahori compuso la música de la secuela en videojuego de Gungrave en 2004, Gungrave: Overdose, también para PS2. Tal vez es más conocido en EE. UU.  por sus bandas sonoras de anime, como Trigun, Gungrave y Hajime no Ippo, aunque también ha contribuido temas para Texhnolyze, Wolf's Rain, Earth Girl Arjuna y Cowboy Bebop.
Tsuneo Imahori ha trabajado con Yoshida Tatsuya de Ruins fame, y también con Yōko Kanno como miembro de The Seatbelts. Su estilo musical se asemeja a una mezcla de lounge y música industrial.